# Íslendingadrápa
Íslendingadrápa (o Drápa de los islandeses) es un poema escáldico compuesto hacia el siglo XII o XIII en Islandia. Se conserva en el manuscrito AM 748 I 4.º, una sección de la Edda prosaica. Según el manuscrito, el autor fue el escaldo Haukr Valdísarson, un personaje desconocido en otras fuentes. El poema consiste en 26 estrofas rimadas en métrica dróttkvætt y las primeras dos líneas de la 27, el resto se considera perdido.

## Contenido
El poema relata las obras de cierto número de héroes y escaldos vikingos islandeses que presuntamente vivieron entre los siglos X y XI, entre los que destacan Egill Skallagrímsson, Grettir Ásmundarson, Kormákr Ögmundarson y Hallfreðr vandræðaskáld. John Lindow definió el poema como «una versión local de una combinación de de viris illustribus y De Casibus Virorum Illustrium».